# Observatório W. M. Keck
O cume de Mauna Kea é considerado um dos locais mais importantes do mundo para observações astronómicas. Os telescópios gémeos Keck são dois dos maiores instrumentos operando no espectro visível/infravermelho próximo.
O observatório W. M. Keck é um observatório astronómico que comporta dois telescópios operando no espectro visível e infravermelho próximo. Situa-se no cume do monte Mauna Kea, no Havai, Estados Unidos da América. Cada telescópio tem um espelho de dez metros de diâmetro.
O observatório é gerido pela organização não governamental California Association for Research in Astronomy, tendo a NASA como parceiro.